# سونی اریکسون دبلیو۳۵۰آی
سونی اریکسون دبلیو۳۵۰آی (به انگلیسی: Sony Ericsson W350i)، یک نمونه از گوشی‌های تلفن همراه سری دبلیو (به انگلیسی: W) شرکت سونی اریکسون می‌باشد که توسط همین شرکت به بازار عرضه شده‌است.